# Stazione di Bagnoli-Agnano Terme
La stazione Bagnoli-Agnano Terme è una fermata ferroviaria della linea 2 del servizio ferroviario metropolitano di Napoli. Prende il nome dall'omonimo quartiere di Bagnoli, famoso in passato per le industrie dell'Italsider. Porta anche il nome di Agnano Terme, vista la vicinanza con la zona di Agnano Terme.

## Storia
La fermata fu attivata il 10 marzo 1926.

## Strutture e impianti
La stazione si trova su una sorta di viadotto: il fabbricato viaggiatori si trova a livello della sede ferroviaria ma non ospita alcun servizio per i viaggiatori.
Vi sono due binari passanti, serviti da due banchine ed uniti tra loro tramite sottopassaggio. La stazione manca di scalo merci.

## Movimento
Il movimento passeggeri della stazione è su buoni livelli e soprattutto pendolare. In passato ha svolto un ruolo fondamentale in quanto era utilizzata da numerosi operai che avevano la sede del loro lavoro nelle vicine industrie.
Nella stazione fermano tutti i treni metropolitani per Pozzuoli Solfatara e Napoli San Giovanni-Barra oltre a treni regionali per Villa Literno.

## Servizi
La stazione dispone di:
- Sottopassaggio